# Giovani Marmotte
Le Giovani Marmotte (in inglese: Junior Woodchucks) sono un'immaginaria organizzazione scout internazionale appartenente all'universo di Paperopoli dei fumetti Disney. Furono ideate da Carl Barks nel 1951 nella storia Paperino e l'E.S.S.B. (Operation St. Bernard), prendendo probabilmente spunto dal cortometraggio Paperino e i boy scouts da lui sceneggiato nel 1938.
Nelle prime traduzioni italiane, anziché "Giovani Marmotte" venivano chiamati Giovani Esploratori.
Nel 1955, con la storia Paperino e la gara del ponte, è stata creata anche un'analoga organizzazione femminile, quella delle Giovani Esploratrici o Gioiette (Littlest Chickadees), fra i cui membri figureranno Emy, Ely ed Evy (le nipoti di Paperina); ad oggi, invece, le Giovani Marmotte risultano comprendere ugualmente membri maschili e femminili.

## Caratteristiche
I loro membri più conosciuti sono Qui, Quo e Qua (i nipoti di Paperino) che ricoprono il grado di generali. Durante la stagione estiva si ritrovano in un campeggio ad est di Paperopoli, guidati e coordinati da una figura autoritaria, il Gran Mogol (che a sua volta risponde ad altri superiori in grado, come il Grandissimo Mogol).
La bandiera delle Giovani Marmotte è un rombo giallo in campo rosso. Il rombo giallo è riportato anche sulla parte anteriore del copricapo indossato dalle GM.
Una caratteristica delle Giovani Marmotte è la loro passione per le inverosimili decorazioni al merito, spesso fonte di litigi con lo zio Paperino, che le giudica un'inutile ostentazione.
Nelle storie in cui sono Giovani Marmotte, Qui, Quo e Qua portano berretti in pelo alla Davy Crockett al posto dei tradizionali cappelli colorati. A ciascun membro viene inoltre consegnata una copia del Manuale delle Giovani Marmotte, mini-enciclopedia tascabile contenente tutte le informazioni possibili nonostante le sue dimensioni ridotte (per questo soprannominato l'Infallibile), che i tre nipotini portano con sé anche durante le avventure con gli zii Paperino e Paperone perché gli permette di uscire illesi dai guai più inverosimili.

## Origini
Secondo l'autore Don Rosa, le Giovani Marmotte furono fondate da Clinton Coot, figlio del fondatore di Paperopoli (Cornelius Coot) e papà di Nonna Papera. Prima sede del corpo fu Forte Paperopoli in cima alla Collina Ammazzamuli (in seguito rinominata Collina Ammazzamotori), prima che Paperon de' Paperoni l'acquistasse per costruirvi il suo deposito. Il forte in questione era stato costruito dai primi coloni inglesi per difendersi dai pellirosse. Nella storia del 1997 di questo autore Le Giovani Marmotte - Q.U.E.S.T.I.O.N.E. D.I. G.E.R.G.O. viene raccontato che Qui, Quo e Qua superarono brillantemente la prova di ammissione al corpo delle GM riuscendo nell'impresa di ricostruire l'antico forte, anche se su un'altra collina. 
Sempre secondo Don Rosa, il Manuale non è altro che un compendio del sapere contenuto nella leggendaria Biblioteca di Alessandria, trascritto nei vari secoli fino a sintetizzarlo al massimo.

## Testata
Negli anni novanta la Disney Italia pubblicò un mensile dedicato alle Giovani Marmotte, dal titolo "GM - Giovani Marmotte", iniziato a febbraio 1995 e terminato nel marzo 2000 dopo 62 numeri.
I personaggi principali delle storie erano (oltre ai pluridecorati generali Qui, Quo, Qua e al Gran Mogol):
- Lardello: porcellino golosissimo.
- Alvin: aquilotto un po' fifone ma molto intelligente.
- Newton Pitagorico: esperto di invenzioni (è il nipotino prediletto da Archimede, già presente in rare occasioni in altre testate Disney). In una storia per dimostrare che le macchine erano il futuro del mondo creò un atleta robot per battere Chuck, lo sportivo del gruppo, ma perse.
- Chips: esperto di informatica, mangiatore di patatine.
- Chuck: sportivo del gruppo.

A partire dall'aprile 2020 è stato pubblicato, edito dalla Panini Comics, un nuovo periodico, in origine pensato solo di 4 numeri ma poi, divenuto dapprima mensile e, infine dal 2022 bimestrale, intitolato "Il Manuale delle Giovani Marmotte", conclusosi nell'ottobre 2022 dopo 26 numeri.
A partire dal novembre 2024 è stato pubblicato in Germania una versione fantasy delle Giovani Marmotte dalla Young Comics, intitolato "Junior Woodchucks - Legend of the Dragon Seekers", mentre nel 2025 in Italia pubblicò dalla Disney Fantasy negli 8 numeri, stesso edito dalla Panini Comics.

## In altri media
- Nella serie animata DuckTales - Avventure di paperi, il Gran Mogol è Jet McQuack; in questa serie l'organizzazione ha anche una squadra di baseball che partecipa al campionato cittadino il cui coach è appunto il Gran Mogol.
- Tali personaggi furono poi protagonisti di una serie di volumi dedicati alla scienza intitolata GM Esplora.[4]